# Eodorcadion licenti
Eodorcadion licenti es una especie de escarabajo longicornio perteneciente al género Eodorcadion, categorizada en la tribu Dorcadionini, de la subfamilia Lamiinae. Fue descrita por Pic en 1939.
El nombre de este ejemplar fue colocado en honor a P. Licent.

## Descripción
Mide 12-20 mm de longitud.

## Distribución
Se distribuye por Asia: en China.